# 若旅一夫
若旅 一夫（わかたび かずお、1950年 - ）は、日本の弁護士。東京弁護士会会長や、日本弁護士連合会副会長、関東弁護士会連合会理事長等を務めた。

## 人物・経歴
1971年東京都立大学卒業。1974年東京弁護士会入会。1996年東京弁護士会副会長、日本弁護士連合会常務理事。2010年から東京弁護士会会長及び日本弁護士連合会副会長を務め、法曹人口問題への対応などにあたった。2014年からは関東弁護士会連合会理事長を務め、日本の集団的自衛権を認めた閣議決定の撤廃を求める議決を行うなどした。2021年春の叙勲で旭日中綬章受章。同年日本弁護士政治連盟副理事長。